# Антий
А́нтий (др.-греч. Άντείας, Άντίας, лат. Anteias) — в римской мифологии персонаж, который, согласно некоторым версиям, является основополагающей фигурой в мифе об Основании Рима.

## Легенда
Антий был одним из трёх сыновей волшебницы Кирки (в латинской интерпретации — Цирцеи) и блудного Одиссея. Его братьями являлись Ром и Ардей, каждый из которых, как утверждалось, основал крупный римский город (соответственно Рим и Ардею). Эта легенда сильно напоминает миф о Ромуле и Реме, братьях-основателях Рима. Город Антий (или Антиум), расположенный у побережья Тирренского моря, в 70 км к югу от Рима, был основан, согласно древним текстам, именно Антием. От него же он и получил своё название. Ныне город именуется Анцио.
Миф об основании Антиума пришёл к нам из трудов греческого историка Ксенагора. Время жизни Ксенагора неизвестно. По-видимому, он писал в тот период, когда Антиум уже приравнивался к Риму и был идентичен ему.

## Реальная история Антия
На самом деле Антий первоначально являлся столицей вольсков — древнего народа, проживавшего в области Лаций. Антиум был довольно хорошо укреплённым городом. Известно о вольско-римских войнах, происходивших в V веке до н. э. В 468 году до н. э. вольски потерпели поражение, после чего римляне отправили в Антиум колонистов для более полного окультуривания города на римский лад. В эпоху Римской империи город стал местом строительства роскошных вилл для римских патрициев, также здесь были возведены храмы Эскулапа и Фортуны. 
По мнению современных учёных, отождествление Антиума с Римом у античных летописцев связано с тем, что в те времена Антий, наравне с Римом и Ардеей, был одним из трёх городов основанных родными братьями..